# MM!
MM! (えむえむっ!?, Emu Emu!) è una serie di light novel scritta da Akinari Matsuno e illustrata dal gruppo QP:flapper, composto da Ohara Tometa e Sakura Koharu. La Media Factory ha pubblicato dieci volumi a partire dall'ottobre 2010, sotto l'etichetta di MF Bunko J. La società taiwanese Tong Li Publishing ha pubblicato la serie di romanzi con il titolo alternativo MM Yi Zu (MM一族). Un adattamento manga scritto e disegnato da Issei Hyoju è stato serializzato su Monthly Comic Alive dal 26 luglio 2008. L'adattamento del drama CD fu commercializzato dalla Edge Records il 24 marzo 2010 con una prima stampa in edizione limitata con un CD bonus. L'adattamento dell'anime prodotto dalla Xebec iniziò il 2 ottobre 2010. Un account Twitter a nome del protagonista, Mio Isurugi, è stato creato il 27 maggio 2010. Il 18 aprile 2011 per un improvviso malore è scomparso Akinari Matsuno, lasciando così l'opera incompleta.

## Trama
Taro Sado è un masochista e va a una scuola superiore con il suo amico maschio Tatsukichi Hayama. Taro Sado si innamora per la prima volta di una ragazza, che in realtà è Tatsukichi in cross-dressing. Taro vuole essere curato dal suo masochismo, così da poterle confessare il proprio amore, e così va al Secondo Club Di Volontariato, per ottenere aiuto. Lì incontra Mio Isurugi, che si considera una dea e Arashiko Yuno, la ragazza che lo ha reso un masochista.

## Personaggi

I personaggi principali (da sinistra verso destra): Michiru, Yumi, Arashiko, Mio, Taro, Noa e Tatsukichi

Tarou Sado (砂戸 太郎?, Sado Tarō)
doppiatore: Chihiro Suzuki (drama CD), Jun Fukuyama (Anime)
Taro Sado è l'eroe della storia, un vero masochista . Andò alla scuola media con Yuno, che è la colpevole per averlo trasformarto in un masochista. Non è sessualmente attratto dai suoi parenti, anche se la madre e la sorella sono attratte da lui e per questo sono più protettive. Tarō viene a volte costretto ad fare cross-dressing (nell'anime era travestito perché era ipnotizzato da Mio, e si innamorò di Tatsukichi che cerca di evitare Taro da cross dressing). Taro è conosciuto per avere una quantità esagerata di "Pervert Energy" (oltre 30.000 unità, contro le 5 unità medie per persona) che è stata impiegata da Noa in uno dei suoi scopi. Nonostante sia un auto-proclamato "Super Masochista", Taro non esiterà ad aiutare i suoi amici, come precipitarsi in ospedale da Mio, crollata durante il loro finto matrimonio, oppure provare a picchiare il senpai che aveva tentato di violentare Arashiko (nonostante il senpai fosse molto più forte di Tarō), o come riconoscere il cross-dressing di Tatsukichi dicendogli che non gli dispiace. Il suo cognome Sado è probabilmente un gioco di parole sul sadomasochismo, particolarmente visualizzato in una vasta gamma di scenari di tutta la serie. Dall'ottavo volume delle Light Novel è fidanzato con Arashiko Yuno.
Mio Isurugi (石動 美緒?, Isurugi Mio)
doppiatore: Chihiro Ishiguro (drama CD), Ayana Taketatsu (Anime)
Mio Isurugi è la senpai di Tarō Sado. È il capo del suo club scolastico ed è violenta verso Tarō a causa del suo complesso di superiorità . Autodefinisce se stessa una divinità, e sembra soffrire di ailurofobia . Prova dei sentimenti per Taro (a causa della sua bontà verso di lei, oltre al fatto che la tratta proprio come fa con tutti gli altri), anche se lei non lo ammette. Un recente episodio ha in qualche modo suggerito la sua gelosia quando un'altra ragazza fa delle avanche a Taro, come nel caso del suo essere più violenti verso di lui quando Noa gli ha dato un mucchio di lillà. Lei è un estremo tsunami ed attacca ripetutamente Taro, in un (non riuscito) tentativo di curare il suo masochismo. Sembra di non essere a conoscenza del fatto che lei ha sviluppato un attaccamento verso Taro, né il fatto che lei ha inconsciamente sviluppato sentimenti verso di lui, e costantemente nega questi fatti ogni volta che Arashiko lo sottolinea.
Mio non va d'accordo con Tatsukichi quando il suo alter ego viene fuori durante il suo cross-dressing, ciò si evince soprattutto dal fatto che Tatsukichi si prende gioco delle dimensioni del seno di Mio. Non si rende propriamente conto della sua personalità sadica, il che può spiegare perché il suo ricorrere costantemente a misure violente per curare il masochismo di Tarō. Ha dimostrato di essere molto atletica ma Arashiko afferma che non sia molto brava negli studi. Si confessa a Taro durante il nono volume delle Light Novel quando il ragazzo fa già coppia con Arashiko affermando però che molto presto riuscirà a farlo suo.
Arashiko Yuno (結野 嵐子?, Yūno Arashiko)
doppiatore: Yui Horie (drama CD), Saori Hayami (Anime)
Yuno è una compagna di classe di Taro Sado. Soffre di androfobia a causa di un tentativo di violenza sessuale dal suo ex fidanzato alle scuole medie, attacca qualsiasi maschio con cui viene a contatto, inconsciamente sensazione che lei deve colpire prima che la colpiscono. Lei è anche colei che ha fatto diventare Taro un masochista, ma nonostante la sua androfobia lei si innamora di Taro ed è anche lasciato intendere di essere gelosa e quando una ragazza è coinvolta con Taro, come nel caso in cui Mio ha chiesto un appuntamento a Taro oppure quando Noa gli ha dato un mucchio di lillà lei aveva una faccia imbronciata.
Succede a volte che si dimentica brevemente la sua androfobia per il suo desiderio di avvicinarsi a Taro (o viene accidentalmente toccata da lui), e quando si rende conto di ciò che accade realmente, comicamente assale Taro che, a causa del suo masochismo, gode. È la prima ragazza che si confessa direttamente a Tarō, che accetta, facendoli diventare a tutti gli effetti una coppia anche se tra i due non vi è stato ancora nessun contatto fisico. Alla fine del decimo volume delle novel i due formano ancora una coppia.
Tatsukichi Hayama (葉山 辰吉?, Hayama Tatsukichi)
doppiatore: Rina Satō
Hayama è compagno di classe Taro Sado e amico stretto. Il suo hobby è il crossdressing. Lui è preoccupato all'inizio quando Taro, che non sa dell'hobby di Tatsukichi, diventa infatuato con il suo alter ego femminile. Il suo alter ego ", Tatsumi Antoinette XVI," soffre di un complesso di superiorità, mentre lui è travestito, sostiene ripetutamente con Isurugi (a volte oltre l'affetto di Taro), così come ripetutamente attacca verbalmente Mio per le dimensioni del seno. In passato è stato in un rapporto con la migliore amica di Yumi Yuno, ma afferma che non è sicuro come si sente adesso.
Yumi Mamiya (間宮 由美?, Mamiya Yumi)
doppiatore: Yuko Gibu
Mamiya è un professionista del massaggio . Ha una leggera capigliatura rosa. Odia Taro Sado e ama Hayama senza sapere che è un cross-dresser.
Michiru Onigawara (鬼瓦 みちる?, Onigawara Michiru)
doppiatore: Houko Kuwashima (Drama CD), Rie Tanaka (Anime)
Onigawara è una infermiera della scuola e gode di rendere le persone a svolgere cosplay . Lei è una sorta di sadico e ha una stretta relazione con Mio Isurugi, al punto che Mio chiama "Michiru-nee". È dimostrato di scattare foto di belle ragazze, specialmente quando sono in costume ha fatto fronte alle stesse.
Noa Hiiragi (柊 ノア?, Hiiragi Noa)
doppiatore: Sayuri Yahagi
Come nel personaggio della serie di romanzi originali dal volume 5, Hiiragi è una Sempai di Taro, ma il suo corpo appare come una ragazza della preadolescenza . Lei è il presidente del Club di Invenzioni a scuola di Taro, ed è un genio con un QI di oltre 200. Grazie alle sue insicurezze di non essere in grado di condurre una vita normale come tanti altri, lei esce con un piano che trasformerebbe tutti nel mondo in pervertiti (se non lo fossero già). Tuttavia, lei viene convinta da Taro a fermare il suo piano, viene salvata da lui quando la macchina rotta rischia di cadere su di lei. Lei si innamora di Taro dopo l'incidente, e gli capita di essere il suo primo amore (lei gli ha dato un mucchio di lillà che era, come dichiarato da Arashiko, detiene il significato del primo amore nel linguaggio dei fiori). Come Mio, che non le piace che la gente la insulti per la statura infantile. È la terza ragazza che si confessa a Taro, ciò avviene durante il decimo volume delle Light Novel quando il giovane fa già coppia con Arashiko.
Yukinojō Himura (日村 雪之丞?, Himura Yukinojō)
doppiatore: Tsubasa Yonaga
È l'assistente di Noa, è molto bello ed è conosciuto per avere un complesso sessuale e che è l'unica ragione per cui lui è entrato nel club di Invenzioni a parte il fatto che Himura ama Noa per il suo corpo. Come ha personalmente dichiarato nell'episodio Anime 5, lui non è interessato al sesso femminile della stessa età o più anziani di lui e li chiama addirittura "vecchie streghe / donne " quando viene sconfitto dal Taro Pervert Energy Blast.
Shizuka Sado (砂戸 静香?, Sado Shizuka)
doppiatore: Kana Asumi
Shizuka è la sorella maggiore di Taro Sado, con un complesso estremo verso il fratello. Lei mostra amore estremo per Taro come una sorella maggiore e ha l'abitudine di trattare lui come un bambino piccolo. Lei è pazza quando viene l'amore della sua vita e scherza di essere in dolce amore con lui. Nonostante l'aspetto di una medio-liceale, in realtà lei è una studentessa di college.
Tomoko Sado (砂戸 智子?, Sado Tomoko)
doppiatore: Sayaka Ōhara
Tomoko è la madre di Taro Sado che è molto protettiva verso suo figlio, fino al punto di cospirare con Shizuka anche se lei è una sua "rivale" per il cuore di Taro ogni volta che una ragazza entra nella sua vita oltre loro. Lei è ossessionata da Taro nel proteggere lui e comicamente a volte scherza di essere infatuata di lui. E aggiunge il "-san" suffisso ai nomi di due dei suoi figli.
Nanaha Sado (砂戸 七葉?, Sado Nanaha)
Come un personaggio della serie di romanzi originali in quanto Volume 6, Nanaha Sado è una cugina di Taro. Lei è una studentessa di un'altra scuola media e fa visita a volte nella stanza di Taro, rendendo Shizuka e Tomoko arrabbiate. Anche se cugini di primo grado lei vorrebbe sposarsi con lui, ma sebbene abbia il diritto di famiglia in Giappone, Taro non è sessualmente attratto da Nanaha perché sente che lei è un membro della sua famiglia. Nanaha è odiata da Shizuka e Tomoko, e la trattano molto male.
Store Manager, Dōmyōji (道明寺店長?, Dōmyōji Tenchō)
doppiatore: Tomokazu Sugita
Il gestore del negozio in cui lavora Taro. È noto per avere una passione per le ragazze 2D e dichiara di avere chiamato la sua merce assortita di bellezze 2D come le sue "mogli".

## Episodi anime
| Nº | Giapponese 「Kanji」 - Rōmaji                                          | In onda          | In onda |
| Nº | Giapponese 「Kanji」 - Rōmaji                                          | Giapponese       |         |
| 1  | 「直滑降ファーストラブっ！」 - chokkakkō faauto rabutsu!               | 2 ottobre 2010   |         |
| 2  | 「似たものどうしのディスタンス」 - nita mono dōshi no deisutansu       | 9 ottobre 2010   |         |
| 3  | 「君のためのドッグファイト」 - kun no tame no doggufaito               | 16 ottobre 2010  |         |
| 4  | 「そんなこんなでカップルバカップル」 - sonna konnade kappuru bakappuru | 23 ottobre 2010  |         |
| 5  | 「天才少女の暴走パニック！」 - tensai shōjo no bōsō panikku!           | 30 ottobre 2010  |         |
| 6  | 「騒乱だらけのマイホーム」 - sōran darake no mai hōmu                  | 6 novembre 2010  |         |
| 7  | 「真夏のトライアングルラブ？」 - manatsu no toraianguru rabu?          | 13 novembre 2010 |         |
| 8  | 「BでLな変愛模様」 - B de L na hen ai moyō                             | 20 novembre 2010 |         |
| 9  | 「MFCの華麗なる陰謀」 - MFC no karei naru inbō                         | 27 novembre 2010 |         |
| 10 | 「サディスティック嵐子嬢」 - sadeisuteikku arashiko-jō                 | 4 dicembre 2010  |         |
| 11 | 「失われたメモリー」 - ushinawa reta memorii                           | 11 dicembre 2010 |         |
| 12 | 「クリスマスの願いごと」 - kurisumasu no negaigoto                     | 18 dicembre 2010 |         |

## Manga

### Lista volumi
| Nº | Titolo italiano Giapponese 「Kanji」 - Rōmaji | Data di prima pubblicazione           | Data di prima pubblicazione |
| Nº | Titolo italiano Giapponese 「Kanji」 - Rōmaji | Giapponese                            |                             |
| 1  | MM! - 1 「えむえむっ! - 1」                   | 23 febbraio 2009 ISBN 978-4840125321  |                             |
| 2  | MM! - 2 「えむえむっ! - 2」                   | 22 agosto 2009 ISBN 978-4840129060    |                             |
| 3  | MM! - 3 「えむえむっ! - 3」                   | 23 marzo 2010 ISBN 978-4840133012     |                             |
| 4  | MM! - 4 「えむえむっ! - 4」                   | 22 settembre 2010 ISBN 978-4840133739 |                             |
| 5  | MM! - 5 「えむえむっ! - 5」                   | 23 febbraio 2011 ISBN 978-4840137577  |                             |